# Локалита Макауда
Локалита Макауда је насеље у Италији у округу Агриђенто, региону Сицилија.
Према процени из 2011. у насељу је живело 4 становника. Насеље се налази на надморској висини од 80 м.